# 수다초등학교
수다초등학교는 대한민국 경상남도 창녕군 부곡면 수성길 103 (수다리)에 있었던 학교로, 현재는 부곡초등학교로 통폐합되었다.

## 연혁
- 1971년 3월 1일 부곡국민학교 수다분교장 개교
- 1976년 3월 1일 수다국민학교로 승격
- 1985년 9월 1일 병설유치원 개원
- 1996년 3월 1일 수다초등학교로 개칭
- 1999년 9월 1일 부곡초등학교로 통폐합